# Tramlijn 19 (Rotterdam)
Tramlijn 19 is een voormalige tramlijn van de RET en werd ingesteld op 1 december 1929. De route was Beursplein - Randweg. In 1931 werd de lijn ingekort tot de Wilhelminakade en op 8 mei 1932 werd de lijn opgeheven en vervangen door Bus N.